# Улашківці (гміна)
Гміна Улашківці — сільська гміна у Чортківському повіті Тернопільського воєводства Другої Речі Посполитої. Адміністративним центром гміни було село Улашківці.
Гміна утворена 1 серпня 1934 року в рамках нового закону про самоврядування (23 березня 1933 року).
Площа гміни — 106,34 км²

Кількість житлових будинків — 1932

Кількість мешканців — 9002
Гміну створено на основі давніших гмін: Улашківці, Капустинці, Милівці, Росохач, Сосулівка, Заболотівка.